# Аджи-Эли
Аджи́-Эли́ (укр. Аджи-Елі, крымскотат. Acı Eli, Аджы Эли) — исчезнувшее село в Белогорском районе Республики Крым, на территории Зуйского поссовета. Располагалось на западе района, в предгорье Внутренней гряды Крымских гор, в средней части долины, на правом берегу реки Зуя, примерно в 1,5 км ниже (севернее) современного посёлка Зуя.

## История
Первое документальное упоминание села встречается в Камеральном Описании Крыма… 1784 года, судя по которому, в последний период Крымского ханства Гаджи-Эли входил в Зуинский кадылык Акмечетского каймаканства.
После присоединения Крыма к России (8) 19 апреля 1783 года, (8) 19 февраля 1784 года, именным указом Екатерины II сенату, на территории бывшего Крымского Ханства была образована Таврическая область и деревня была приписана к Симферопольскому уезду. После Павловских реформ, с 1796 по 1802 год, входила в Акмечетский уезд Новороссийской губернии. По новому административному делению, после создания 8 (20) октября 1802 года Таврической губернии, Аджи-Эли был включён в состав Кадыкойской волости Симферопольского уезда.
По Ведомости о всех селениях в Симферопольском уезде состоящих с показанием в которой волости сколько числом дворов и душ… от 9 октября 1805 года, в деревне Гаджи-Эли числилось 24 двора и 131 житель, исключительно крымские татары. На военно-топографической карте генерал-майора Мухина 1817 года в Аджи-Эли обозначено 16 дворов. После реформы волостного деления 1829 года деревню Аджи Эли, согласно «Ведомости о казённых волостях Таврической губернии 1829 года», переподчинили из Кадыкойской в Айтуганскую волости. На карте 1836 года в деревне Гаджи-Эли 23 двора, как и на карте 1842 года
В 1860-х годах, после земской реформы Александра II, деревню приписали к Зуйской волости. В «Списке населённых мест Таврической губернии по сведениям 1864 года», составленном по результатам VIII ревизии 1864 года, Аджи-Эли — татарская деревня с 6 дворами, 35 жителями и мечетью при речке Зуе (на трёхверстовой карте Шуберта 1865—1876 года в Гаджи-Эли обозначено 13 дворов). В «Памятной книге Таврической губернии 1889 года», составленной по результатам Х ревизии 1887 года, записаны Аджи-Эли с 15 дворами и 94 жителями.
После земской реформы 1890 года Аджи-Эли отнесли к Табулдинской волости. Согласно «…Памятной книжке Таврической губернии на 1892 год», в деревне Аджи-Эли, входившей в Алексеевское сельское общество, было 28 безземельных жителей в 5 домохозяйствах. Больше в доступных источниках название не встречается.